# حكاية ليلة (مسلسل)
حكاية ليلة (بالتركية: Bir Gece Masali)‏ هو مسلسل أكشن درامي رومانسي تركي عرض لأول مرة في 3 سبتمبر 2024. من إنتاج أن جي أم ميديا، وإخراج امري كاباكوشاك، وتأليف ايدا تيزكان و جيهان تشالسكانتورك و سيلدا أكين. بطولة بوراك دينيز وسو بورجو يازجي جوشكون وغوركان أويغون.

## قصة مسلسل
يعود ماهر إلى دنيزلي بعد عشرين عامًا من استشهاد والده في محاولة اغتيال، حيث أصبح الآن مفوضًا وعازمًا على الانتقام من قاتل والده، كورشات كيليمجي. لكن خططه تتعقد حين يلتقي بفتاة غامضة وجميلة من عائلة يوروك، يقع في حبها من النظرة الأولى ويسميها "شهرزاد"، دون أن يعرف اسمها الحقيقي. أثناء بحثه عن كورشات وشهرزاد، يعلم أن كورشات سيحضر حفل زفاف ابنته، ويرى ماهر في هذا الزفاف فرصة للانتقام. ومع ذلك، فإن هذا الحدث سيغير حياته بشكل جذري، حيث يجد نفسه في حكاية مليئة بالغموض والأسرار التي ستكشف له حقائق جديدة وتبدأ رحلة جديدة في حياته.

## وصلات خارجية
- حكاية ليلة على موقع IMDb (الإنجليزية)
- حكاية ليلة على موقع قاعدة بيانات الأفلام العربية
- حكاية ليلة على موقع كينوبويسك (الروسية)
- حكاية ليلة على موقع قاعدة بيانات الفيلم (الإنجليزية)